# Estrées-Saint-Denis
Estrées-Saint-Denis – miejscowość i gmina we Francji, w regionie Hauts-de-France, w departamencie Oise.
Według danych na rok 1990 gminę zamieszkiwało 3498 osób, a gęstość zaludnienia wynosiła 433 osoby/km² (wśród 2293 gmin Pikardii Estrées-Saint-Denis plasuje się na 61. miejscu pod względem liczby ludności, natomiast pod względem powierzchni na miejscu 598.).